# Нгарлемдана, Карин
Карин Нгарлемдана (фр. Carine Ngarlemdana; 13 ноября 1994, Нджамена. Чад) — дзюдоистка из Чада, участница Олимпийских игр 2012 года.
На Церемонии открытия летних Олимпийских игр 2012 была знаменосцем команды Чада.

## Карьера
На Олимпиаде 2012 года, проходившей в Лондоне на втором круге уступила британской дзюдоистке Сэлли Конвей.